# Fonbeauzard
Fonbeauzard (em occitano:  Fontbausard ou Fontbausar) é uma comuna francesa na região administrativa da Occitânia, no departamento do Alto Garona. Estende-se por uma área de 1.32 km², com 2.981 habitantes, segundo o censo de 2018, com uma densidade de 2.300 hab/km².